# Élections de l'Assemblée nationale du pays de Galles de 1999
Les premières élections de l'Assemblée nationale du pays de Galles à la suite de l'introduction d'une autonomie partielle pour ce pays ont lieu le 6 mai 1999. Il s'agit d'élire, pour la première fois, les soixante membres de l'Assemblée nationale.

## Contexte et système politique
L'invasion anglaise du pays de Galles est achevée avec le Statut de Rhuddlan de 1284. En 1536, le pays est formellement annexé à ce qui est alors le Royaume d'Angleterre, et les Gallois élisent dès lors des représentants au Parlement anglais. Depuis 1801, il s'agit du Parlement du Royaume-Uni, l'Angleterre ayant fusionné en un seul État avec l'Écosse (1707) puis l'Irlande (1801), et enfin l'Irlande du Nord (1922), pour former le Royaume-Uni. En tant que citoyens britanniques, les Gallois sont donc représentés au Parlement britannique, et participent au gouvernement du Royaume-Uni. En 1916, le Gallois David Lloyd George devient d'ailleurs premier ministre du Royaume-Uni.
En mars 1979, les électeurs gallois rejettent à 79,7 % la proposition, qui leur était soumise par le gouvernement britannique travailliste de James Callaghan, de création d'un gouvernement propre au pays de Galles, au sein du Royaume-Uni. Un second référendum est organisé en septembre 1997, lorsque les travaillistes, emmenés par Tony Blair, retrouvent le pouvoir après dix-huit ans de gouvernement conservateur. Cette fois, les Gallois votent « oui », à 50,3 %. En conséquence, le Parlement britannique adopte la loi Government of Wales Act en 1998, instituant une Assemblée nationale galloise (National Assembly for Wales ; en gallois, Cynulliad Cenedlaethol Cymru), autorisée à légiférer ponctuellement avec l'accord du Parlement du Royaume-Uni. Cette loi prévoit également un exécutif gallois incorporé à ce corps législatif, et dirigé par un premier secrétaire pour le pays de Galles (First Secretary for Wales, en gallois, Prif Ysgrifennydd Cymru).
Pour l'élection de 1999, chaque citoyen dispose de deux bulletins de vote : un pour élire le député de sa circonscription (il y en a quarante), au scrutin uninominal majoritaire à un tour, et un pour un parti (ou candidat sans étiquette) sur un scrutin de liste, au scrutin proportionnel plurinominal. Pour ce scrutin de liste, le pays est divisé en cinq régions, élisant chacune quatre députés. Ainsi, l'Assemblée compte soixante membres.

## Partis politiques
Le pays de Galles est historiquement acquis au Parti travailliste, parti autrefois ancré fermement à gauche, mais réorienté vers le centre-gauche en devenant le New Labour de Tony Blair. Aux législatives britanniques de 1997, les Gallois avaient envoyé trente-quatre Travaillistes à la Chambre des communes parmi leurs quarante députés.
Les deux autres grands partis britanniques sont également présents au pays de Galles. Le Parti conservateur n'y est pas populaire, et a perdu encore de sa popularité durant la longue période de thatchérisme. Aux législatives de 1997, les Gallois n'élisent aucun Conservateur à la Chambre des communes. Les Libéraux-démocrates, tenants du social-libéralisme, restent un parti relativement mineur face aux Travaillistes (deux élus en 1997). Le Parti vert de l'Angleterre et du pays de Galles est également présent, mais de bien moindre importance.
Enfin, Plaid Cymru (le « parti du pays de Galles ») est propre au pays. Tenant du socialisme démocratique, il est partisan d'une indépendance du pays de Galles. À la suite des élections de 1997, il dispose de quatre sièges à la Chambre des communes.

## Résultats
Il y a un peu plus d'un million de votants, le taux de participation s'élevant ainsi à 46 %.
Sans surprise, les Travaillistes remportent l'essentiel des circonscriptions. Leur domination est néanmoins tempérée par l'attribution de vingt sièges à la proportionnelle sur scrutin de liste.
Le 12 mai, l'Assemblée élit le Travailliste Alun Michael au poste de Premier secrétaire. Disposant de la majorité relative des sièges, le parti forme le premier gouvernement du pays de Galles. Pour sa part, Dafydd Elis-Thomas (Lord Elis-Thomas), du Plaid Cymru, est élu à la présidence de l'Assemblée. Le 26 mai a lieu l'ouverture formelle de l'Assemblée, en présence de la reine du Royaume-Uni, Élisabeth II, et de Charles, prince de Galles.
| Parti | Parti                         | Circonscriptions | Circonscriptions | Circonscriptions | Régional | Régional | Régional | Total des sièges |
| Parti | Parti                         | Voix             | %                | Sièges           | Voix     | %        | Sièges   | Total des sièges |
| ----- | ----------------------------- | ---------------- | ---------------- | ---------------- | -------- | -------- | -------- | ---------------- |
|       | Parti travailliste            | 384 671          | 37,6 %           | 27               | 361 657  | 35,5 %   | 1        | 28               |
|       | Plaid Cymru                   | 290 572          | 28,4 %           | 9                | 312 048  | 30,6 %   | 8        | 17               |
|       | Parti conservateur            | 162 133          | 15,8 %           | 1                | 168 206  | 16,5 %   | 8        | 9                |
|       | Libéraux-démocrates           | 137 857          | 13,5 %           | 3                | 128 008  | 12,5 %   | 3        | 6                |
|       | Sans étiquette                | 30 544           | 3,0 %            | 0                | n/a      | n/a      | n/a      | 0                |
|       | Parti vert                    | 1 002            | 0,1 %            | 0                | 25 858   | 2,5 %    | 0        | 0                |
|       | Parti travailliste socialiste | n/a              | n/a              | n/a              | 10 720   | 1,1 %    | 0        | 0                |
|       | Socialistes unifiés           | 3 967            | 0,4 %            | 0                | 3 590    | 0,4 %    | 0        | 0                |
|       | Travaillistes indépendants    | 4 134            | 0,4 %            | 0                | n/a      | n/a      | n/a      | 0                |
|       | Parti de la loi naturelle     | n/a              | n/a              | n/a              | 3 861    | 0,4 %    | 0        | 0                |
|       | Parti communiste              | 609              | 0,1 %            | 0                | 1 366    | 0,1 %    | 0        | 0                |
|       | Autres                        | 7 736            | 0,8 %            | 0                | 4 673    | 0,5 %    | 0        | 0                |